# Дзвінкий зубний проривний
Дзвінкий зубний проривний  — приголосний звук, що існує в деяких мовах. У Міжнародному фонетичному алфавіті записується як ⟨d̪⟩ («d» із діактриком дентальної артикуляції). В українській мові цей звук передається на письмі літерою д.

## Назва
- Дзвінкий дентальний зімкнено-проривний
- Дзвінкий дентальний проривний
- Дзвінкий зубний зімкнено-проривний
- Дзвінкий зубний проривний

## Властивості
- Тип фонації — дзвінка, тобто голосові зв'язки вібрують від час вимови.
- Спосіб творення — проривний або зімкнений, тобто повітряний потік повністю перекривається.
- Місце творення — зубне, тобто він артикулюється язиком проти верхніх і/або нижніх зубів.
- Це ротовий приголосний, тобто повітря виходить крізь рот.
- Це центральний приголосний, тобто повітря проходить над центральною частиною язика, а не по боках.
- Механізм передачі повітря — егресивний легеневий, тобто під час артикуляції повітря виштовхується крізь голосовий тракт з легенів, а не з гортані, чи з рота.

## Приклади
| Мова        | Слово     | МФА          | Значення  | Примітки                                             |
| ----------- | --------- | ------------ | --------- | ---------------------------------------------------- |
| баскська    | diru      | [d̪iɾu]       | гроші     | Ламінальний зубно-ясенний.                           |
| бенгальська | দাম        | [d̪am]        | ціна      | Ламінальний зубно-ясенний. Див. бенгальська фонетика |
| білоруська  | падарожжа | [päd̪äˈroʐʐä] | подорож   | Ламінальний зубно-ясенний. Див. білоруська фонетика  |
| гінді       | दूध        | [d̪uːd̪ʱ]      | молоко    | Ламінальний зубно-ясенний. Див. фонетика гінді       |
| грузинська  | კუდი      | [ˈkʼud̪i]     | хвіст     | Ламінальний зубно-ясенний.                           |
| ірландська  | dorcha    | [ˈd̪ˠɔɾˠəxə]  | темрява   | Ламінальний зубно-ясенний. Див. ірландська фонетика  |
| іспанська   | hundido   | [ũn̪ˈd̪ið̞o̞]    | потонулий | Ламінальний зубно-ясенний. Див. іспанська фонетика   |
| італійська  | dare      | [ˈd̪äːre]     | давати    | Ламінальний зубно-ясенний. Див. італійська фонетика  |
| каталанська | dit       | [ˈd̪it̪]       | палець    | Ламінальний зубно-ясенний. Див. каталанська фонетика |
| киргизька   | дос       | [d̪os̪]        | друг      | Ламінальний зубно-ясенний.                           |
| латвійська  | drudzis   | [ˈd̪rud̪͡z̪is̪]   | жар       | Ламінальний зубно-ясенний. Див. латвійська фонетика  |
| маратхі     | दगड       | [d̪əɡəɖ]      | камінь    | Ламінальний зубно-ясенний. Див. фонетика маратхі     |
| польська    | dom       | [d̪ɔm]        | дім       | Ламінальний зубно-ясенний. Див. польська фонетика    |
| пенджабська | ਦਾਲ        | [d̪ɑːl]       | сочевиця  | Ламінальний зубно-ясенний.                           |
| російська   | дышать    | [d̪ɨ̞ˈʂätʲ]    | дихати    | Див. російська фонетика                              |
| словенська  | danes     | [ˈd̪àːnəs̪]    | сьогодні  | Ламінальний зубно-ясенний.                           |
| турецька    | dal       | [d̪äɫ]        | гілочка   | Ламінальний зубно-ясенний. Див. турецька фонетика    |
| українська  | дерево    | [ˈd̪ɛrɛβ̞ɔ]    | —         | Ламінальний зубно-ясенний. Див. українська фонетика  |
| французька  | dais      | [d̪ɛ]         | навіс     | Ламінальний зубно-ясенний. Див. французька фонетика  |